# Terra Magma
Terra Magma (voorheen Indiana River) is een zowel dark water ride als boomstamattractie in het Belgische attractiepark Bobbejaanland en staat in het gebied Mystery Bay.
De in 1991 geopende boomstamattractie was geheel overdekt, waardoor het officieel een dark water ride is. Tijdens de rit voeren bezoekers in een boomstam, waar plaats was voor maximaal vier personen, langs en door verschillende scènes die allemaal in het teken stonden van de jungle. Tijdens de 420 meter lange rit kwamen drie afdalingen voor, waarvan de hoogste tien meter was.
Om veiligheidsredenen mogen personen kleiner dan één meter de attractie niet betreden. Indien kleiner dan 1,40 meter diende een volwassen persoon deze te begeleiden.
De attractie kreeg tijdens de wintersluiting een nieuw thema. De Indiana River sloot 6 november 2022, Terra Magma opende op 14 mei 2023

## De rit van de voormalige Indiana River

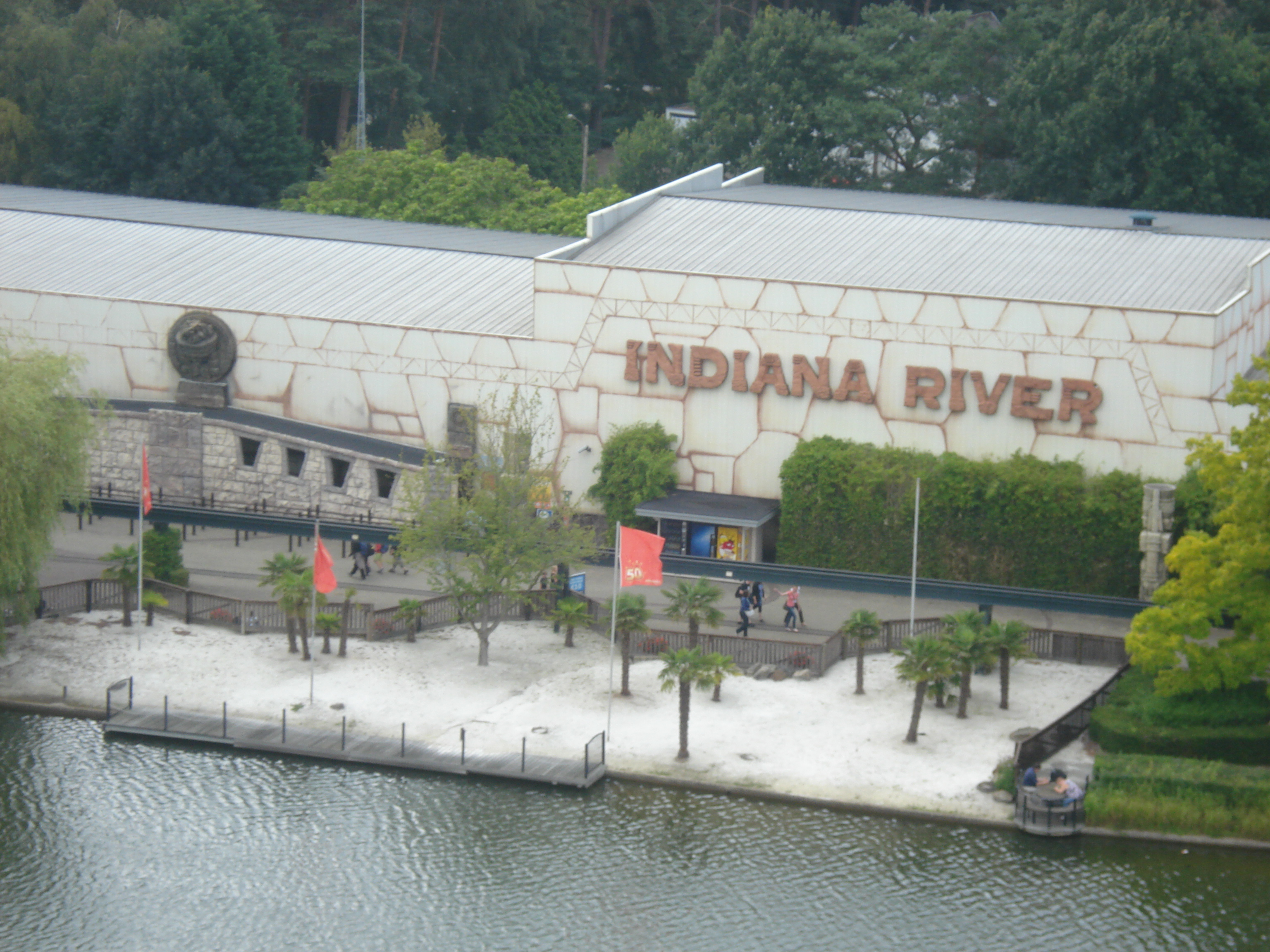
Buitenkant van het gebouw van de Indiana River

De rit begon wanneer de bezoeker langs de rechterkant van het gebouw de attractie betrad via een stenen gevel gebaseerd op een Azteekse tempel, eenmaal binnen betrad men het station van de attractie dat vormgegeven was als grote open jungle, na het betreden van de boot passeerde men een animatronic van een gorilla nadat de boot van de draaischijf kwam. Hierna ging de boot de lifthill op naar de eerste afdaling. Eenmaal afgedaald ging men door een krappe grot waarna je een mysterieus masker tegen kwam dat licht gaf. 
Daarna voer de bezoeker door een tempel waar de boomstamboot via een tweede lifthill omhoog gebracht werd. Bij de kleine afdaling van deze lifthill ging de bezoeker onder een grote poort die open staat. Eenmaal afgedaald kwam men via de schatkamer: slangen, een animatronic van een schatbewaker, en goud tegen.
Op de 3rde en laatste lifthill ging men langs Azteekse beelden en enkele kleine effecten naar de top van de laatste lifthill. Hier begon de tempel in te storten, wat aangetoond werd door decoratieve stenen die rondom de bezoeker begonnen te trillen. Hierna volgde de laatste drop waar een on-ride foto genomen werd en waarna men terug in de jungle van het station aankwam.
Bij het uitstappen via de trap in het gebouw bevond men zich terug buiten en kwam je een fotoshop tegen waar je on-ride foto's kon kopen.

## De Rit van Terra Magma (huidig thema)

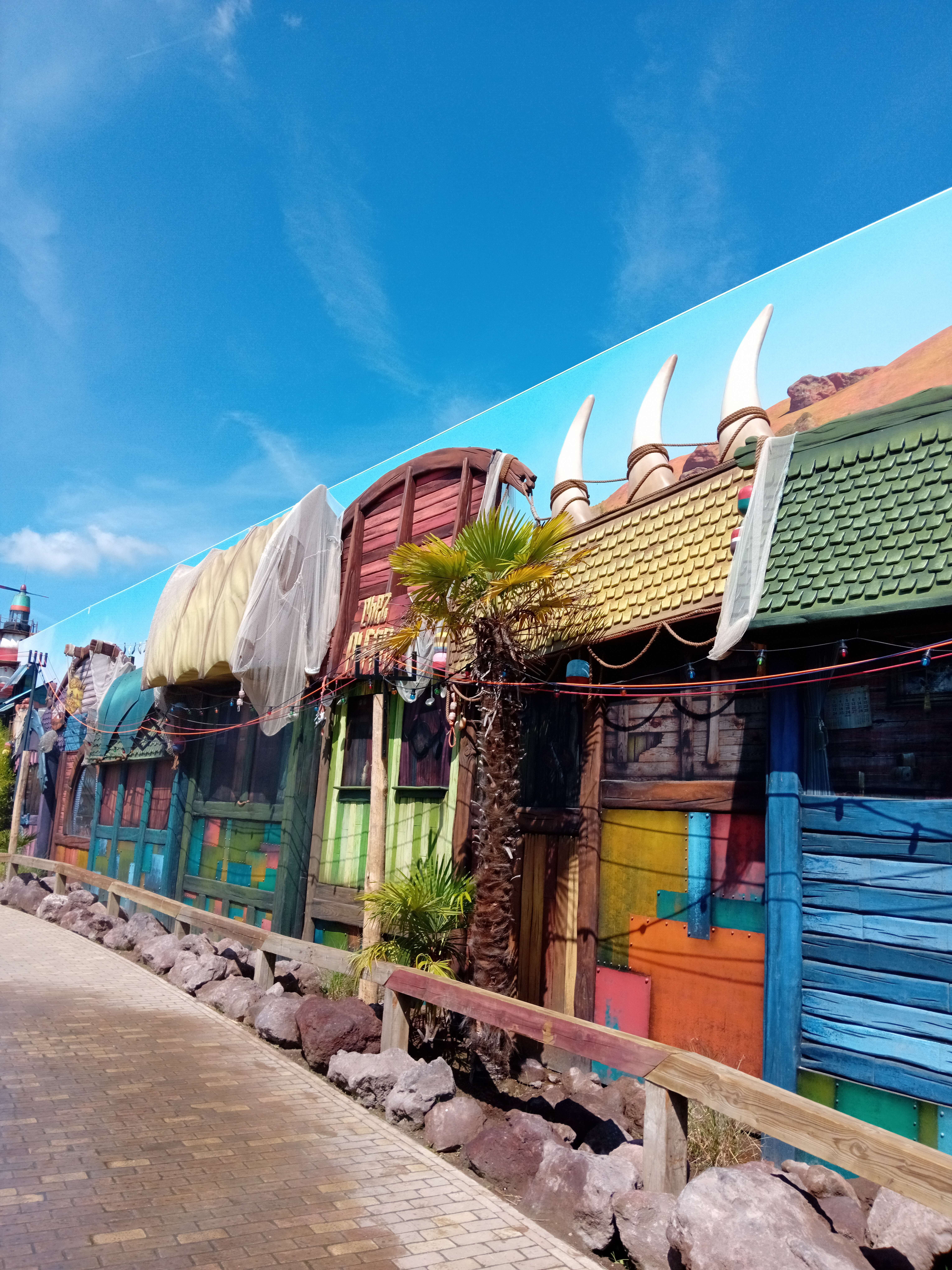
Huizen van de eilandbewoners van het fictieve eiland van Terra Magma

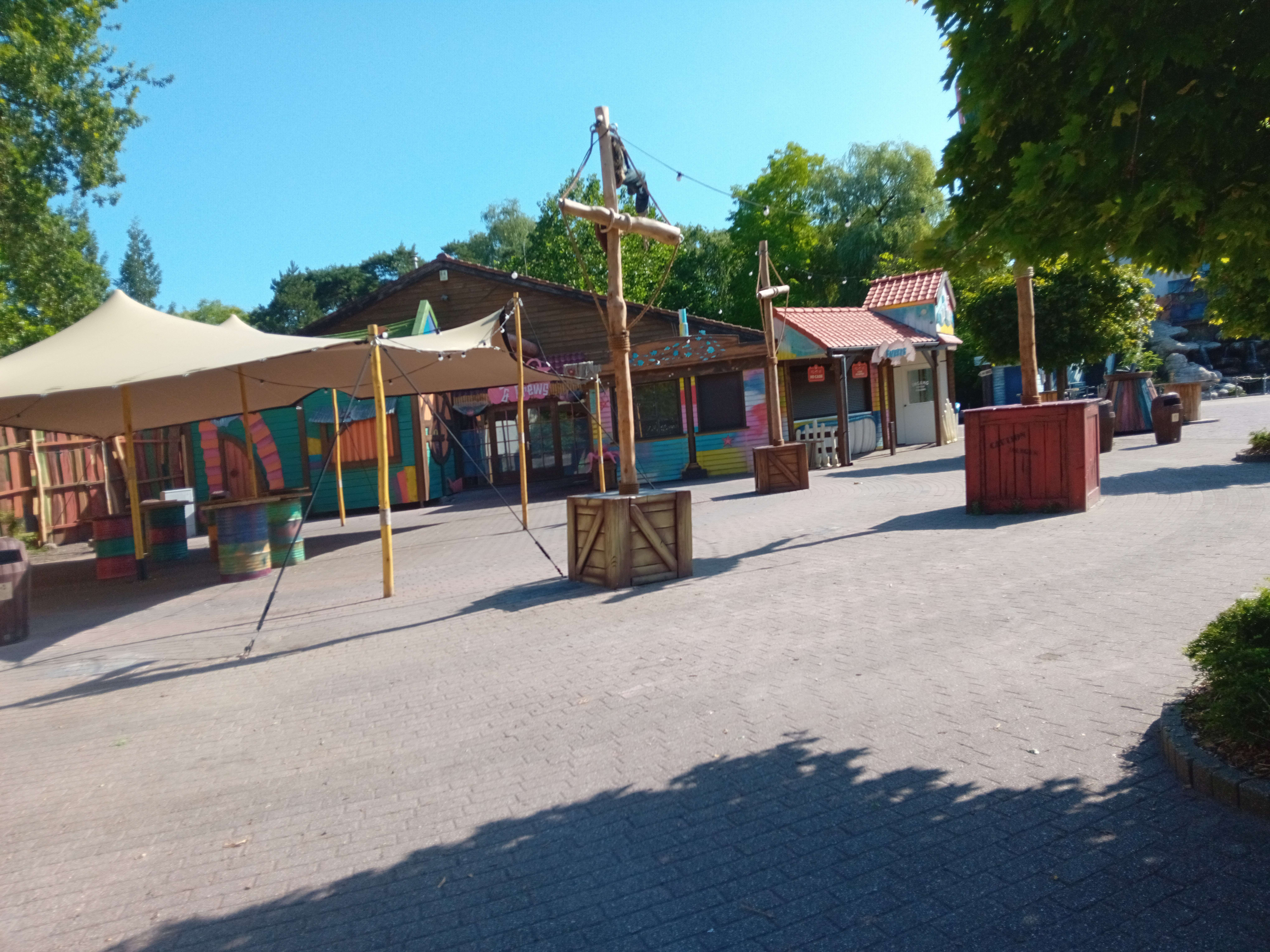
Pleintje met tent naast horicapunt Old Tom's

Men betreedt de wachtrij van Terra Magma door onder het logo van de attractie door te lopen. Tegen de gevel van het gebouw zijn Scandinavische vissershuisjes te vinden. De rest van het gebouw wordt verborgen door middel van een enorm doek waar een afbeelding van een vulkaan op staat.
Eens binnen in het gebouw komt men in een donkere gang met muurschilderingen, de zogenaamde cave corridor. In dit deel van de wachtrij bevinden zich ook een aantal waarschuwingsborden waar op staat dat het verkennen van de Terra Magma onveilig is en men beter terugkeert naar het eerdergenoemde dorp. Na deze gang komt men terecht in het instapstation van de attractie, waar een enorm zinkgat te zien is. Door dit zinkgat kan men het maanlicht zien schijnen en in de vulkaan kijken. Eenmaal plaatsgenomen in de boomstam, krijgen mensen eerst nog een kort verhaal te horen met waarschuwingen over de gevaren van het verkennen van de vulkaan. Tevens zijn in deze scène een aantal muurschilderingen te zien die één voor één worden opgelicht, en de verschillende scènes uit de attractie voorstellen.
Na dit verhaal komt de boot los van het draaiplateau en vaart deze recht op een watergordijn af, dat net op tijd uitgaat. De boomstamboot gaat de eerste lift op en komt in een paradijs terecht. Tijdens deze scène ziet men exotische planten, vlinders en twee geprojecteerde watervallen. Hierna volgt de eerste drop. Na deze eerste drop slaat de sfeer om. De boot vaart nu langs een nederzetting aan de rand van de vulkaan. Er is geen spoor van leven meer te vinden. De boot maakt een bocht en gaat zo de volgende scène in: the hurricane. Mensen komen hier in contact te staan met een enorme tornado, die al heel wat schade heeft gemaakt. Een windeffect geeft de indruk dat men echt langs een tornado vaart. 
Hierna vaart de boot verder naar de volgende scène die volledig op projectie gebaseerd is. Op dit projectiedoek ziet men een schip dat in een enorm tsunami terecht is gekomen. Dit schip lijkt synchroon mee te varen met de boomstamboot, tot deze buiten beeld verdwijnt. Daarna vaart de boomstamboot door de romp van het schip, waarbij men kan zien dat dit schipbreuk heeft geleden. Men vaart tussen de masten door naar de tweede lift.
Op de tweede lift is het inmiddels nacht geworden. Bovenaan de lift kan men de maan zien. Ook hier hangen weer waarschuwingsborden. Dit keer waarschuwen ze voor een zeemonster dat ergens in de buurt zich zou bevinden. Na de tweede drop komt de boot terecht in een moeras. In de verte is nog een scheepsbel te horen. De boot vaart onder het lichaam van het zeemonster door, dat steeds dichterbij lijkt te komen. Na enkele seconden verschijnt het zeemonster al brullend op een projectiescherm. Men verlaat de scène opnieuw via een watergordijn dat net op tijd uitgaat.
Inmiddels komt men op de derde en laatste lift. Nu bevindt de boomstamboot zich in de vulkaan. Gedurende de hele lift ziet men rotsen en muurschilderingen van een smeulende vulkaan. Eenmaal de boot de top van de lift heeft bereikt, barst de vulkaan uit. Er verschijnen enorme stukken magma en heel wat rook. Hierna volgt de derde drop waar ook een onride foto wordt gemaakt. Na deze laatste drop passeert men nog een huisje. Hierna komt men terug op het draaiplateau uit waar men kan uitstappen.
In de uitgang bevinden zich nog enkele advertenties en krantenartikels die doen denken aan een vissersdorp. Via een trap naar beneden (die is vormgegeven als een scheepswrak) komt men weer buiten uit. Hier bevindt zich nog een kleine souvenirwinkel en een fotoshop.